# Guy Modeste
Pour les articles homonymes, voir Modeste.
Guy Modeste, né le 18 août 1954 à Saint-Pierre (Martinique) et mort le 19 décembre 2018 à Fréjus, est un footballeur français qui évoluait au poste de défenseur central.

## Biographie
Repéré par Pierre Garonnaire, Guy Modeste, qui occupe le poste de libéro, est formé et commence sa carrière professionnelle à l'AS Saint-Étienne en 1972, avec laquelle il dispute son 1er match en division 3. Sans temps de jeu en équipe professionnelle, il est prêté à l'AS Cannes durant la saison 1977-1978, où il est titulaire, puis retourne à l'ASSE la saison suivante.
À nouveau en manque de temps de jeu en équipe professionnelle, il mute pour la saison 1979-1980 pour l'AS Cannes où il est titulaire durant 2 saisons.
Pour la saison 1981-1982, il rejoint La Berrichonne de Châteauroux, également en division 2, qu'il quitte à la fin de la saison. Il rejoint le club amateur de l'ES fréjusienne en 1984 avec lequel il termine sa carrière en 1986.

### Famille
Son fils Anthony Modeste est également footballeur.